# Velorgues

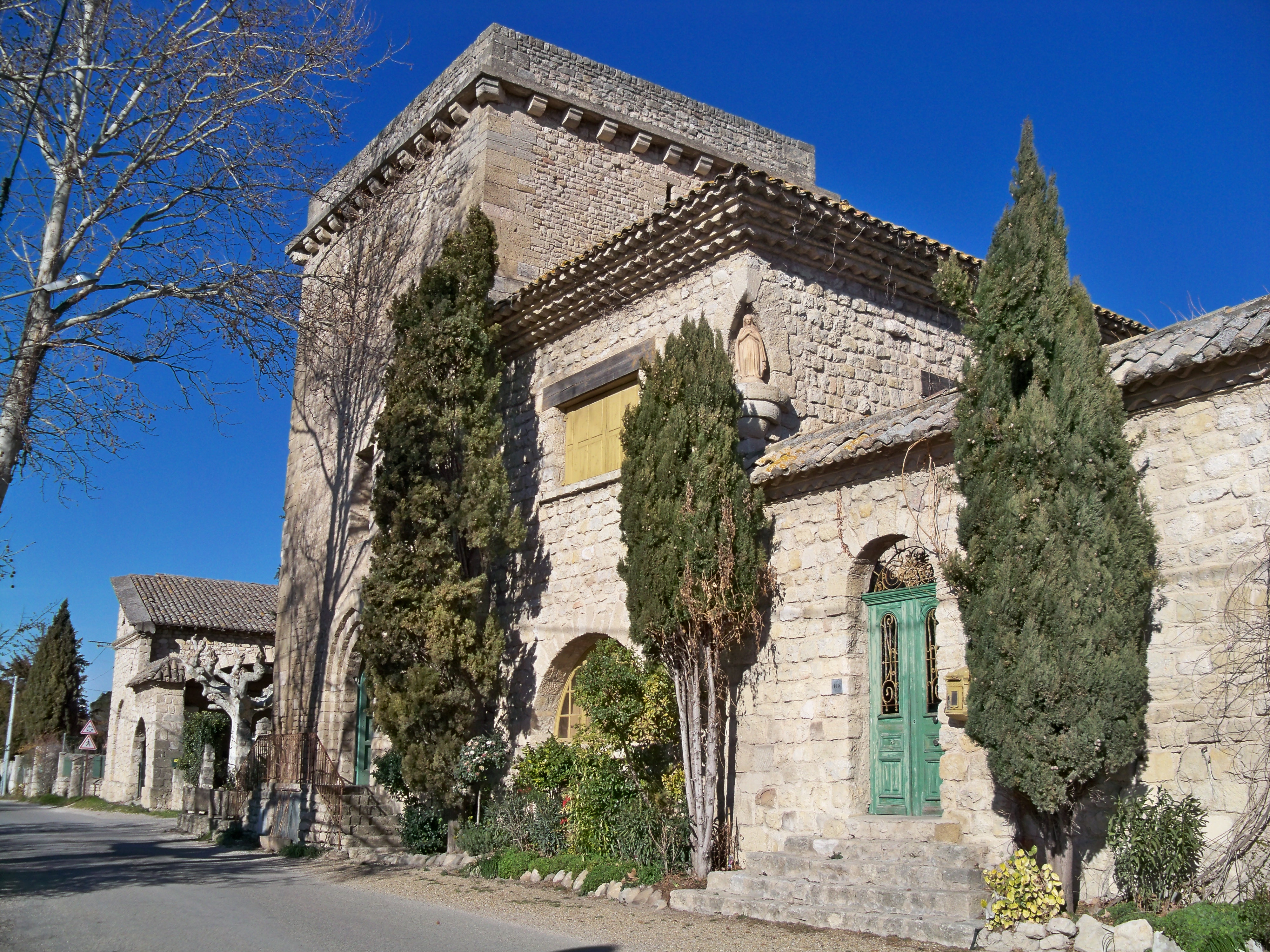
Schloss Velorgues

Velorgues ist ein Weiler in der französischen Gemeinde L’Isle-sur-la-Sorgue.

## Geschichte
Der Weiler Velorgues (lateinisch Avellonicum) war einst eine kleine, von L’Isle-sur-la-Sorgue getrennte Siedlung. Seine Ursprünge reichen bis in die Antike zurück, wahrscheinlich existierte ein gallorömisches Gut an dieser Stelle. Um dieses zu christianisieren wurde möglicherweise in der Spätantike die Kirche St-Andéol errichtet, die später die Keimzelle einer dörflichen Struktur bildete.
Im 10. Jahrhundert wurde die Kirche eine Priorei der Benediktinerabtei Montmajour. Im 12. Jahrhundert ging die Herrschaft über den Ort endgültig in weltliche Hände über. Einer der Herren ließ wenige Meter nördlich der Kirche, die nur noch als Pfarrkirche diente, einen massiven Turm errichten. Das castrum Velorgues war zu der Zeit eine Flachlandsiedlung, die von einer Umfriedung und einem äußeren Graben umgeben war und gehörte einigen großen Adelsfamilien der Gegend.
Von den Unruhen der zweiten Hälfte des 14. und des 15. Jahrhunderts erholte sich Velorgues nie. Es folgte ein langsamer Niedergang und der Zerfall der alten Gebäude. In den Rang eines einfachen Weilers von L’Isle-sur-la-Sorgue zurückversetzt, erlebte Velorgues ab Ende des 19. Jahrhunderts eine allmähliche Neubelebung.